# Zebil, Tulcea
Zebil este un sat în comuna Sarichioi din județul Tulcea, Dobrogea, România.